# Supersymetriya
Cet article possède un paronyme, voir Supersymétrie.
 (août 2020).
Albums de Okean Elzy
Model
(2001) GLORIA
(2005)
Supersymetriya (Суперсиметрія ; français : Supersymétrie) est le quatrième album studio du groupe Okean Elzy, publié en 2003 par le label Lavina Music.
La sortie officielle de l'album a eu lieu le 12 mars 2003. En six mois, Lavina Music a annoncé que de mars au 1er octobre 2003 l'album Supersymetriya certifié double disque de platine en vendant 200 000 exemplaires. Okean Elzy est devenu le premier groupe en Ukraine à atteindre de tels chiffres,.
Supersymetriya est devenu le dernier album studio de Okean Elzy dans la " vieille " formation : Svyatoslav Vakartchouk, Pavel Gudimov, Yuri Khustotchka, Denis Glinin (ces quatre ont joué ensemble en OE depuis 1994) et Dmitry Churov.

## À propos des chansons
La chanson " Vilʹnyy " dans l'original a été écrite en anglais et s'appelait anglais : Absolutely free. Yuriy Khustochka a dit  à propos de chanson « Kholodno » :  « Il y a des chansons pour lesquelles il faut beaucoup de temps pour chercher la seule version de performance qui leur convient. C'est ce qui s'est passé avec " Kholodno "… Composition est très complexe, non standard. »
La chanson " Susy " est une abréviation de supersymétrie et décrit le choix de Vakarchuk entre la musique et la science.

## Liste des pistes
Toutes les paroles sont écrites par Sviatoslav Vakartchouk.
| 1.    | Kichka (ukrainien : Кішка)                                           | S. Vakartchouk            | La Chatte                  | 3:51 |
| 2.    | Divtchina (z inchoho zhyttya) (ukrainien : Дівчина (з іншого життя)) | Vakartchouk               | La Fille (d'une autre vie) | 3:38 |
| 3.    | Vilʹnyy (ukrainien : Вільний)                                        | Vakartchouk               | Libre                      | 3:49 |
| 4.    | Susy                                                                 | Vakartchouk               |                            | 4:00 |
| 5.    | Мене                                                                 | Vakartchouk               | Moi                        | 3:24 |
| 6.    | Dlya tebe (ukrainien : Для тебе)                                     | Vakartchouk               | Pour toi                   | 3:53 |
| 7.    | Ledi (ukrainien : Леді)                                              | Vakartchouk               | La Dame                    | 2:50 |
| 8.    | Mayzhe vesna (ukrainien : Майже весна)                               | Vakartchouk               | Presque au printemps       | 4:11 |
| 9.    | Kholodno (ukrainien : Холодно)                                       | Vakartchouk               | Froidement                 | 4:32 |
| 10.   | Viddam (ukrainien : Віддам)                                          | Vakartchouk               | je donnerai                | 3:58 |
| 11.   | Nevydyma sim'ya (ukrainien : Невидима сім'я)                         | Vakartchouk / P. Goudimov | Famille invisible          | 4:19 |
| 42:45 |                                                                      |                           |                            |      |

## Crédits

### Okean Elzy
- Sviatoslav Vakartchouk – chant
- Pavlo Goudimov – guitare électrique, guitare acoustique
- Yuri Khustochka – basse
- Dmitry Churov – piano à queue, Fender Rhodes, Hammond Organ B-3, synthétiseur
- Denis Glinin – batterie, percussions

### Musiciens additionnels
- Lydia Toutola, Anna Tchaïkovska – chœurs
- Oleg Yachnik  – guitare acoustique dans "Divtchina"
- Serhiy Tovstolouzky, Vitaliy Telezin – synthétiseurs
- Vladislav Mitsovsky – percussions
- Groupe des cordes: Lilia Babachina, Semyon Lebedev, Anfisa Evenko, Tetyana Kazakova, Serhiy Kazakov, Anton Skakun, Yulia Istomina, Maria Kapchuchenko, Kyrylo Charapov, Oksana Katsapska, Lisa Gurovych, Irina Gavrilova, Oleksandr Troyn Purharo, Oleksandr Troyn Purhleh.

## Certification d'une album
| Région                                                                                                 | Certification | Ventes/Streams |
| --- | ------------- | -------------- |
| Ukraine                                                                                                | 2 × Platine   | 200 000^       |
| *Ventes selon la certification ^Mise en rayon selon la certification xNon précisé par la certification |               |                |

## Classements hebdomadaires des chansons
| Titre     | Meilleure position | Meilleure position |
| Titre     | Ukraine Top 20     |                    |
| --------- | ------------------ | ------------------ |
| Dlya tebe | 89                 |                    |